# کشیشتف مایخشاک
کشیشتف مایخشاک (لهستانی: Krzysztof Majchrzak؛ ؛ تلفظ لهستانی: [ˈkʂɨʂtɔf]؛ زادهٔ ۲ مارس ۱۹۴۸) بازیگر اهل لهستان است.
از فیلم‌ها یا برنامه‌های تلویزیونی که وی در آن نقش داشته‌است، می‌توان به گا، گا، درود بر قهرمانان، کونوپیلکا، شخص خیلی مهم، تبر، چهل‌ساله، هوس‌های امپراتور، صفر-هفت، به‌گوشم، دیروز، او-بی، او-با: پایان تمدن، امپراتوری درون و پورنوگرافی اشاره کرد.